# Challenger de Oeiras 2024
El torneo Open de Oeiras 2024 fue un torneo de tenis perteneció al ATP Challenger Tour 2024 en la categoría Challenger 125. Se trató de la 10ª edición; el torneo tuvo lugar en la ciudad de Oeiras (Portugal), desde el 15 hasta el 21 de abril de 2024 sobre pista dura bajo techo de tierra batida al aire libre.

## Jugadores participantes del cuadro de individuales
| Preclasificado | País                        | Jugador                   | Rank1 | Posición en el torneo |
| 1              | Bandera de Italia           | Fabio Fognini             | 94    | Segunda ronda         |
| 2              | Bandera de Brasil           | Thiago Monteiro           | 113   | Primera ronda         |
| 3              | Bandera de Hungría          | Zsombor Piros             | 114   | Baja                  |
| 4              | Bandera de Argentina        | Francisco Comesaña        | 116   | CAMPEÓN               |
| 5              | Bandera de Estados Unidos   | Emilio Nava               | 125   | Segunda ronda         |
| 6              | Bandera de Francia          | Térence Atmane            | 133   | Segunda ronda         |
| 7              | Bandera de Estados Unidos   | Nicolas Moreno de Alboran | 134   | Primera ronda         |
| 8              | Bandera de Argentina        | Juan Manuel Cerúndolo     | 152   | Primera ronda         |
| 9              | Bandera de los Países Bajos | Jesper de Jong            | 155   | Segunda ronda         |

- 1 Se ha tomado en cuenta el ranking del 8 de abril de 2024.

### Otros participantes
Los siguientes jugadores recibieron una invitación (wild card), por lo tanto ingresan directamente al cuadro principal (WC):
- Gastão Elias
- Jaime Faria
- Frederico Ferreira Silva

Los siguientes jugadores ingresan al cuadro principal tras disputar el cuadro clasificatorio (Q):
- Adrian Andreev
- Mathys Erhard
- Gauthier Onclin
- Valentin Royer
- Chun-hsin Tseng
- Samuel Vincent Ruggeri

## Campeones

### Individual Masculino
- Francisco Comesaña derrotó en la final a  Ugo Blanchet por 6–4, 3–6, 7–5

### Dobles Masculino
- Filip Bergevi /  Mick Veldheer derrotaron en la final a  Sergio Martos Gornés /  Petros Tsitsipas por 6–1, 6–4